# Sahiwal
Sahiwal (urdu: ساہیوال), già nota come Montgomery fino al 1966; è una città del Punjab, in Pakistan. Questa città nel 1865 era un piccolo villaggio sulla linea ferroviaria Karachi-Lahore, quando venne chiamata Montgomery in onore di che Sir Robert Montgomery, allora luogotenente-governatore del Punjab. Ha preso il suo nome attuale nel 1966. 
La città è il centro amministrativo del distretto di Sahiwal. Sahiwal si trova a circa 180 km dalla città di Lahore, ed è il principale centro abitato tra Lahore e Multan.